# Rio Uatari
Uatari (em haúça: Kogin Watari) é um rio do norte da Nigéria, cujos afluentes estão a oste de Xanono e Guarzo. Passa por Baguai, onde foi represado. Em seu curso baixo, passa por Janguza e junta-se ao Chalaua. Sua barragem é uma das mais produtivas na região e tem vários usos, mas serve sobretudo para fornecer água na estação seca. Estudos demonstraram que seu trecho abaixo de Baguai está em perpétua erosão.
O rio Magaga aparece em lendas hauçás segundo as quais, junto do Uatari, tinha influência espiritual em batalhas de grande rivalidade. Por estarem comprometidos a encerrarem conflitos, e para se saudarem, se um litigante cruzava qualquer um deles, a pessoa se afogava. Esse mito, pelo que se sabe, é oriundo da antiga religião Maguzanci dos Reinos hauçás.